# 1886 Lowell
1886 Lowell је астероид главног астероидног појаса чија средња удаљеност од Сунца износи 2,626 астрономских јединица (АЈ).
Апсолутна магнитуда астероида је 11,9.